# ベクタースキャン

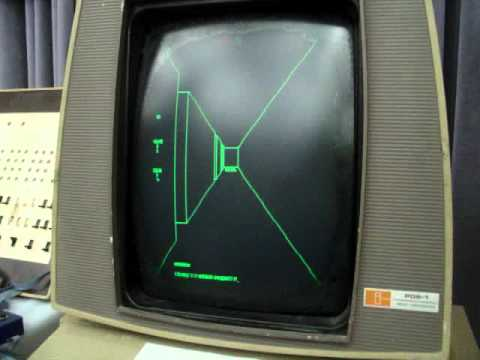
1970年発売のベクタースキャンディスプレイ:en:Imlac PDS-1で3次元迷路を描画したもの

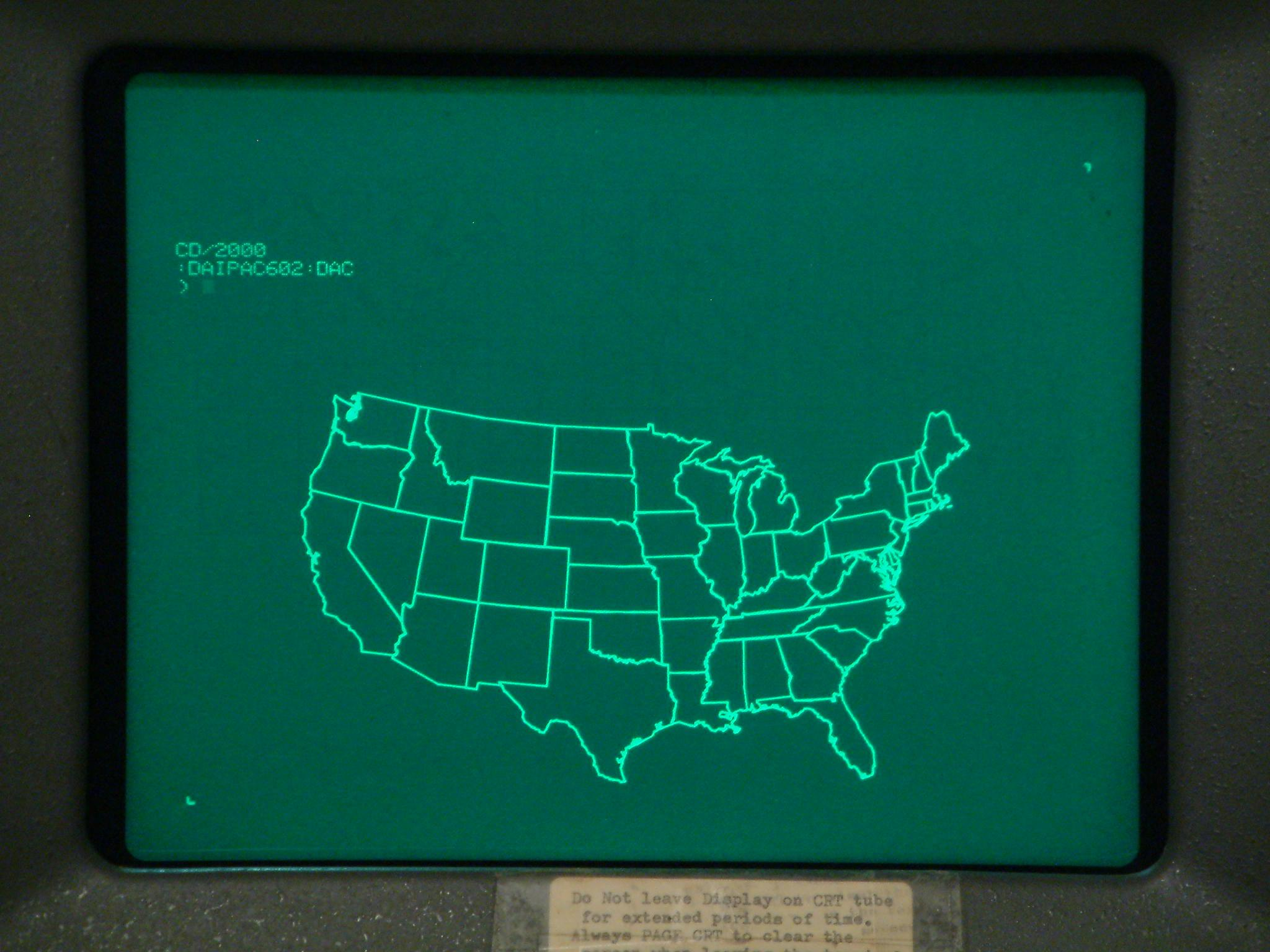
テクトロニクス社のベクタースキャンディスプレイTektronics 4014でアメリカの州のマップを描いたところ

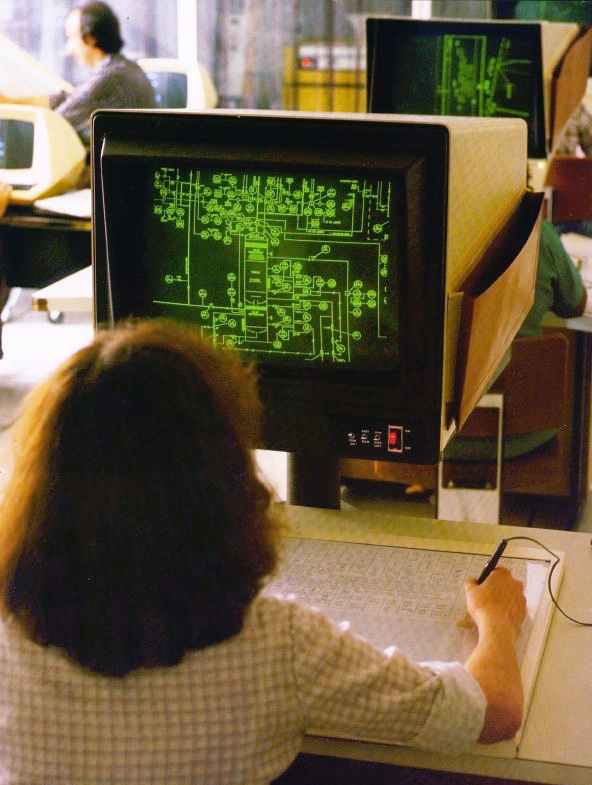
ベクタースキャンディスプレイTektronix19を使ったCADシステム（1975年）

ベクタースキャン（英: vector scan)とは、輝点を、図形の形状に沿って振り動かし、図形を描画する方式のことである。ランダムスキャン（random scan）ともいう。
対比対象は通常、ラスタースキャンである。

## 概要
画面全体を走査しない。オシロスコープと同様の原理で、輝点（CRTならば電子ビームがスクリーンに当たる点）を動かし、描くべき図形の線や点を描く。
なお現代のイベントなどに使われるレーザー方式のベクタースキャン装置もその輝点つまりレーザーが当たる点を振り動かして図形を描く。

### 原理
ベクタースキャンはラスタースキャンと対置される。
ベクタースキャンは、要するにオシロスコープをX-Yモード（オシロスコープ#トリガの種類を参照）で利用しているようなもので、英語においてはベクタースキャンを"X-Y Plot"等とも呼ぶ。図形を描画する線を、輝点をその線に沿って動かして、直接描くわけである。オシロスコープでは掃引（スウィープ）や掃引線（トレース）の語が使われる。
ベクタースキャンのブラウン管には、一定時間（リフレッシュレート）毎に再描画（リフレッシュ）するものと、一旦閾値以上の輝度で光らせた点は光り続けるよう工夫された蓄積管（en:Storage tube、記憶装置タイプのブラウン管（ウィリアムス管）と区別するためDVST（Direct-View Storage Tube）とも。en:Direct-view bistable storage tubeも参照）というブラウン管を使い、図形を描くコマンドが出た時のみ、画面上のある座標からある座標まで輝点によって線を引くという処理を行うものとがある。蓄積管は、一旦表示したものは全部いっぺんに消すことしかできない。
描くのは「点」と「線」のみである。「線を組み合わせた簡単な図形や英数字」や「円や曲線」には向いているが、塗りつぶしには向かない。
文字は線で描く。掃引の精度は必ずしも高くないので、文字は歪む。ラスタースキャンディスプレイのメモリの量にもよるが、数個から数十個程度の文字なら描けるが、数千文字などは描くのは困難である。

## 歴史
最初のベクタースキャンディスプレイはWhirlwindで開発され、SAGEで使用された 。
CRT時代のベクター・スキャン・ディスプレイは基本的にはオシロスコープと同様の原理で描画するものだった。偏向板と呼ばれる金属板が２組あり、それにかける電圧によって左右方向への曲がる量および上下方向への曲がる量をコントロールできる。コンピュータディスプレイの場合は、コンピュータからベクトル（線分）を表現したデータ群を受けとり、それを図形やグラフ（ベクターイメージ）として表示する。ベクタースキャンディスプレイは「ベクター・グラフィック・ディスプレイ」とも呼ばれた。
1963年には、マサチューセッツ工科大学のアイバン・サザランドがベクターグラフィックディスプレイを使うSketchpadというCADの先駆的プログラムを開発した。
初期のものはCRT画面に仮想格子点を設け、その格子の交点から別の交点へ電子ビームを走査してベクトルを表示する方式であった。その後、半導体メモリが低価格で供給されるようになり方式が変わっていき、各格子点に対応してメモリ（カラーや濃淡を表す場合は複数ビット）を割り当て、ベクトルデータを演算して表示する格子点のメモリに記憶させる方式となっていった。
- 1959年に製造開始されたDECのPDP-1のブラウン管式でベクタースキャン方式のグラフィックディスプレイ
- AT&Tの"Bell telephone magazine"の1967年1-2月号[3]に掲載された写真。

1969年に富士通が開発したグラフィックディスプレイF6233は米国Westinghouse社（en:Westinghouse）から輸入した22インチ円形で表示面がフラットなCRTを使用し、画面上に4,096×4,096の格子点を設けコンピュータからのデータをもとに格子点から別の格子点への線分を表示して図形を表現し、線分データは仮想格子上の位置と縦方向と横方向の長さデータで構成され、リフレッシュ・メモリとして最大16K語のコアメモリを使用し、約8,000本の線分を表示することが出来た。ロケットの設計や軌道計算、列車ダイヤの編成、自動車の設計や科学計算の結果表示等に利用された。同時に富士通が開発したグラフィックディスプレイF6232はテレビ型の17インチCRTを使用、仮想格子点は1,024×1,024でリフレッシュメモリは4K語のコアメモリを使用、約2,000本の線分を表示した。
グラフィックディスプレイは先端科学技術分野から次第に商業・生産等のビジネス分野へと応用範囲が広がりローコストで簡易な製品が求められた。1973年に富士通が開発したグラフィックディスプレイF9530は線分表示用のメモリとしてスキャンコンバータ管（当初はThomsonCSF社製を、次にRCA社製を輸入し、最終的には富士通社内で生産した）を使用した。
1970年代にテクトロニクス (Tektronix) 社が開発したグラフィックディスプレイT 4010、Tektronix 4010は高画質、ローコストで、光蓄積機能を持つ蛍光体を使用したCRT画面（en:Storage_tube）を用いており、リフレッシュ機能を省略した画期的な装置で世界中のユーザから評価され採用された。このテクトロニクス社製品に価格・性能で対抗すべく富士通は1980年にグラフィックディスプレイF9430を開発した。モノクロ型は14インチCRTで格子点は1,000×800、カラーは7色のカラーで格子点は500×400、各格子対応のリフレッシュ・メモリにICメモリを採用した。
1970年代後半からコンピュータを使用して設計作業の効率化を図るソフト (CAD : Computer Aided Design) が開発され広く使用され始めた。富士通は設計支援ソフトICADを開発し、当初はグラフィックディスプレイF9430を使用したが機能が低く、複雑な図形表示が困難等の問題があり、1986年に高性能・高機能のグラフィックディスプレイF6240を開発した。表示面に反射軽減処理をした20インチカラーCRTを使用、格子点は1,024×800、7色のカラー表示、図形表示に加えて文字ディスプレイF9526（前述）と日本語ディスプレイF6650（後述）の機能を持っていた。
1970年代や1980年代にはロッキード社開発のCADAMやダッソー社開発のCATIAなどの機能が高いCADシステムが各国の先進的な企業や研究所等で導入されていたが、これらのCADシステムはIBMコンピュータの上で動くように開発されていたのでグラフィックディスプレイもIBM仕様であることが要求された。この仕様を満足するディスプレイにはVector General社製グラフィックディスプレイVG8250もあった。
富士通はVB8250輸入して使用していたが、後にVector General社へ技術者を長期派遣し、技術移管を受けて1988年にグラフィックディスプレイF6245を開発した。20インチカラーCRTを使用し、多色の線画や1600万色のソリッドを表示した。

（1990年代など）航空管制用レーダーの一部機種にも、ベクタースキャンで航空機に関する情報をオーバーレイ表示するものがある/あった。

## ラスタースキャンとの比較
ラスタースキャンの映像を生成する方式は、おおざっぱに2分すると、フレームバッファを利用するものと、スプライトを利用するものに分けられ、以下の説明は、それぞれそのどちらかに対してのものが多いが、特に注記しない。

### 長所
- 描画データが基本的に座標点のみ（モニタによっては輝度、描画速度、カラー等を含む）のみであるため、ラスタースキャンに対して画像メモリを少なく出来る。
- キャラクタを輪郭線のみで表現出来るため、拡大した場合でも描画時間・データ量がそれほど増えず、結果として大きなキャラクタの描画がハードへ大きな負担をかけずに行える。
- 描画データが基本的に座標点のみであるため、ラスタースキャンに比べてキャラクタの拡大・縮小が容易である。
- 線や点が細かい。特にモノクロモニタの場合はブラウン管に色蛍光体が存在しないため、全くジャギーの存在しない画像が得られる。
- モニタの種類によっては、指定した走査線の輝度・描画速度を変更出来る。輝度を高く・描画速度を遅くした場合はアニメや特撮の透過光の様に強く光らせる事が出来る。輝度・描画速度の設定によっては蛍光物質に対する照射時間が常時一定であるラスタースキャンでは不可能な超高輝度描画も可能である。このため直射日光の中でも視認できるようにする必要があるHUDで使われる。
- ゲームなどでキャラクターなどが破壊された時、キャラクターを構成していた線（ワイヤーフレーム）をバラバラに散らかす演出が可能（ラスタースキャンでは、爆発したり壊れた時専用のグラフィックを表示させる）。

### 短所
- 前述の通り単純な図形描写しか行えない。
- 走査線の描画速度はラスタースキャンに対して明らかに遅い（描画速度はモニタ種類によって異なる）ために多数のキャラクタを表示出来ない。このため背景まで描く余裕は余りない（これは同時期のラスタースキャンゲームも同様）。この為ゲームによってはモニターの上にオーバーレイ（イラスト）が置かれ、プログラム処理上はオーバーレイの位置にキャラクターが来ると障害物として判定される、という仕様のものもあった。後述の『アーモアアタック』等は背景がすべてオーバーレイのみに描かれ、ゲーム画面ではキャラクタのみ描画している。こうしたゲームはMAMEで再現した場合、同ゲームのオーバーレイを含むアートワークファイルが無いと背景が全く見えないため、ゲームにならない。
- 線の太さは固定である。ただし視覚上の太さは輝度に比例する。
- 当初は白黒しか表示出来なかった。このため日本のタイトーにライセンスされたゲームでは、色セロファンを貼っていたものもある。ただし後年においては『スペースフューリー』からカラー化が実現した。原理はブラウン管や液晶のカラー化と同じで、赤・緑・青と三色の色彩表示情報を組み合わせている。ただし、シャドーマスクのために、解像度無制限というメリットは失われる。
- 表示には専用のモニタが必要である、なおモニタの種類によってはブラウン管はラスタースキャン用と同じ物を使い、制御基板のみ別の物も存在する。この為ゲームを保存するにはアーケードゲーム基板だけでなく、専用モニタ一式を含めての保存が必要となる。 専用モニタの絶対生産数が少ないため、欧米の愛好家の間ではレストアが製造後20年以上経過した後も行われており、オリジナルと異なるモニタを接続する改造例もある。

## ベクタースキャンとコンピューターゲーム
ベクタースキャンは、ビデオゲーム（コンピュータゲーム）、特にアーケードゲームでも使われていた。またコンシューマーゲーム機（ゲームコンソール（en:Video game consoleを参照））でもベクタースキャン表示装置をセットにしたものが販売されたことがあった（en:Vectrexなど）。なかには、ベクタースキャンのゲーム機しか開発しないゲーム会社もあった。
ゲーム史におけるベクタースキャン
アーケードビデオゲーム史とベクタースキャンの関係を説明する際に欠かせない人物が、ラリー・ローゼンタール (en:Larry Rosenthal)である。
ローゼンタールはマサチューセッツ工科大学を1976年に卒業しているが、このマサチューセッツ工科大学は全てのテレビゲームの祖とも言われる『スペースウォー!』が作られた場所である。
ノーラン・ブッシュネルは『スペースウォー!』のアーケード化を目指し「コンピュータースペース」を作り上げたが、これはラスタースキャン式であった。ローゼンタールは『スペースウォー!』にも使われていたベクタースキャン技術を（詳細は後述）、アーケードにも使える様さらに改良、この権利をアタリ（前述のブッシュネルが創業）やミッドウェイにも売り込んだが、売り上げをローゼルタールと売り込み先で折半するという無茶な要求だったため、断られていた。
そこにアタリ『ポン』の大ヒットをきっかけに、ジム・ピアーズなどがサンディエゴ近辺で創業したシネマトロニクス社が現れる。同社は新しいゲームを作る力が無く倒産しかけていた為、ワラをもつかむ思いでローゼンタールに飛びついた。そして発売された『スペースウォーズ』は、アメリカでは『ポン』と『スペースインベーダー』の間で最もヒットしただけでなく、当時のアメリカとしては長期間ヒット保ったゲームとなり、同社はベクタースキャンゲーム専門の最も有名なゲームメーカーとなった。
ローゼンタールも権利料で大きな収入を得たが、他社もベクタースキャンを使用する際にはローゼンタールに膨大な権利料を払う必要があり、この時期にベクタースキャンゲームを出した会社の数が限られていたのは、ローゼンタールの権利料の問題があったためと思われる。
だが『スペースウォーズ』完成後、ローゼンタールはシネマトロニクスの販売担当者のビル・クレーバンズと共にシネマトロニクスを退社してしまい、この時開発ツールをはじめ、開発に関するあらゆる資料を持ち去ってしまった。そこでシネマトロニクスでは入社したばかりのティム・スケリーが技術解析を行った事で、その後の危機は回避する事が出来た。このスケリーが最初に作ったゲームが『スターホーク』である。
そしてローゼンタールは同年末、クレーバンズとベクタービーム社を創業、『スペースウォーズ』とほとんど同じゲームを販売した。これは訴訟にまで持ち込まれたが、結局一年後にシネマトロニクスがベクタービームを100万ドルで買収する事で合意、ローゼンタールはこれに満足したのか、やっとゲーム業界から去った。ただしベクタービームの資産は半年たたない内にすぐエキシディ社に売却されている。しかもシネマトロニクスはローゼンタールに払った金額が多すぎた為、今度は資金難に陥ってしまった。なおシネマトロニクスはベクタースキャン専門と記したが、晩年にはレーザーディスクゲーム『ドラゴンズレア』でもヒットを飛ばし、寿命を少し伸ばす事ができた。
その後
1980年代半ばになるとコンピュータの技術が飛躍的に向上し、ラスタースキャンでも何ら処理速度は変わらず、視覚的効果ではむしろベクタースキャンを上回る様になり、ベクタースキャンゲームは作られなくなった。しかしその独特の映像に、今でも魅力を感じるファンは多い。
現在は前述通りラスタースキャンの技術が進歩した為、家庭用ゲーム機の復刻ゲームやMAMEにおいて、当時のベクタースキャン映像を体感する事が出来る。ただしあくまで描画をソフトウェアによりラスタースキャンモニタ上にエミュレートするのみであり、描画エミュレート方法も日々進化しているが、物理的な問題から見た目では依然大きな差が付いている。

### ベクタースキャン使用製品
- 右の括弧は、日本でライセンス生産した会社。
- ★印は光速船に移植されたゲーム。なおゲーム名やキャラデザイン等が変更されている移植も存在する。

#### アタリ
ルナーランダー (Lunar Lander) - 1979年（セガ、タイトー）
アタリ初のベクタースキャンゲーム。
★アステロイド (Asteroids) - 1979年（セガ、タイトー）
当時のアメリカとしては最大のヒット作で、6万台を出荷した（「スペースインベーダー」は日本で30万、アメリカで5万）、なおオリジナル同様にベクタースキャンディスプレイを搭載した1982年発売のゲーム機Vectrex（日本での販売名:「光速船」）にはアステロイドに酷似したゲームが内蔵されている。
Asteroids Deluxe - 1980年
バトルゾーン (Battle Zone) - 1980年（タイトー）
三次元視点戦車戦ゲーム。
Bradley Trainer - 1980年
「Army Battlezone」とも呼ばれる、「バトルゾーン」が非常によく出来ていた為、M2ブラッドリー歩兵戦闘車の教習シミュレータとしてカスタマイズしたバージョン。最大の違いは操作系にあり、オリジナルはツインスティックだったものが、上下左右のアナログ操作で砲塔の操作のみを行うものとなっている。この時に作られたコントローラが後に「スターウォーズ」で採用されたもののプロトタイプとなった。
レッドバロン (Red Baron) - 1980年
複葉機をモチーフにした三人称視点のシューティングゲーム。当時としては画期的だったが商業的には失敗だった。しかしこの作品に影響を受けてマイクロプローズ社が設立され、フライトシミュレータというジャンルを確立するに至る。
Tempest - 1981年
アタリ初のカラーベクタースキャン作品。以降総てカラー方式となる。
Space Duel - 1981年
Black Widow - 1982年
Lunar Batttle - 1982年
Gravitarのプロトタイプ版。
Gravitar - 1982年
Quantum - 1982年
世界初のCPUにMC68000を使用したアーケードゲーム。トラックボールで円を描いて敵を囲う｡
スター・ウォーズ (Star Wars) - 1983年
当初はオリジナルゲームとして企画・制作されたが、ルーカスフィルムのライセンスを得て途中から「スターウォーズ」のゲーム化となった。1990年代まで渋谷のゲームセンターで遊ぶ事が出来た。
Alpha One - 1983年
｢メジャーハボック｣のプロトタイプ版。
メジャーハボック (Major Havoc) - 1983年
日本に最後に正規輸入されたアタリのベクタースキャンゲーム。正規輸入台数は非常に少ないが、その独特のゲーム性は日本のいくつかのゲームに影響を与えている。
The Empire Strikes Back - 1985年
このタイトルは『スター・ウォーズII 帝国の逆襲』の事。このゲームのみアタリゲームズ社になってから発売。単体での発売は行っておらず、『スター・ウォーズ』の筐体へのコンバージョンキットのみ販売された。日本への正規輸入は行われていない。

#### シネマトロニクス (Cinematronisc)
★スペースウォーズ (Space Wars) - 1977年（セガ→後のセガ・インタラクティブ、タイトー、レジャック→後のコナミ）
セガは「スペースシップ」の名で発売。レジャック版は邦題不明。
★スターホーク (Star Hawk) - 1979年（セガ→後のセガ・インタラクティブ、タイトー）
タイトーは色セロファンを使用した「レーザーウォーズ」の名で発売。
サンダンス (Sundance) - 1979年（セガ→後のセガ・インタラクティブ）
テイルガンナー (Tailgunner) - 1979年（セガ→後のセガ・インタラクティブ）
飛行体の後端からの砲台視点で向かってくる敵機を回数制限付きのバリア等を駆使しつつ撃退する。敵機を撃ち逃すと1ミス。
★アーモアアタック (Armor Attack) - 1980年（セガ→後のセガ・インタラクティブ）
光速船版は背景を描画することにより、オーバーレイが無くても遊べるようになっている。なお設定により背景を描画させない事も可能。
★Rip Off - 1980年
★Star Castle - 1980年
Boxing Bugs - 1981年
★Solar Quest - 1981年
War of the Worlds - 1981年
★Cosmic Chasm - 1983年
正確にはオリジナルが光速船版で、後にアーケードゲーム化。同社唯一のカラーベクタースキャンゲーム。従来のモノクロモニタは自社製の物を使用していたが、これのみモニタはElectroHome社製G-08sを使用している。すなわちシネマトロニクス製のカラーベクターモニタは存在しない。

#### セガ・グレムリン(Sega/Gremlin)
アーケードゲーム基板として、ラスタースキャンとベクタースキャンどちらでもカラーで対応可能なG80基板を採用している。なお晩年には技術部門がやはりエキシディに売却されている。
スペースフューリー (Space Fury) - 1981年
世界初のカラー方式ベクタースキャンモニタを採用したゲーム。日本語版は音声がローカライズされており、敵が日本語で喋る。
エリミネイター (Eliminator) - 1981年
★スタートレック (Star Trek) - 1982年
タックスキャン(Tac/Scan) - 1982年
Zektor - 1982年

#### その他のメーカー
Barrier - 1979年 ベクタービーム (Vectorbeam)
元々はアメリカンフットボールをモチーフにした電子ゲームだったものを、魔法使いを破って城に進むゲームに置き換えたもの。シネマトロニクスの新人社員が練習用として作ったもので、売れる訳が無いと思われていた。そこに売れるゲームは無いかとベクタービームがやって来た為、シネマトロニクスはこのゲームをベクタービームに押し付けた。ところが直後にベクタービームがシネマトロニクスに買収された為、結局シネマトロニクスが売る破目になった。日本ではシグマ（後のKeyHolder）が「THE 悟空」としてリメイクしたが、THE 悟空自体はラスタースキャンである。
Speed Freak - 1979年 ベクタービーム
Warrior - 1979年 ベクタービーム
Omega Race - 1981年 ミッドウェイ(Midway)
Demon - 1982年 ロッコーラ(Rock-ola)
QB-3 - 1982年 ロッコーラ
Aztarac - 1983年　セントゥーリ(Centuri)
Tailgunner2 - 1980年 エキシディ(Exidy)
Top Gunner - 1986年 エキシディ
最後のアーケードベクタースキャンゲーム。

#### アーケードゲーム以外

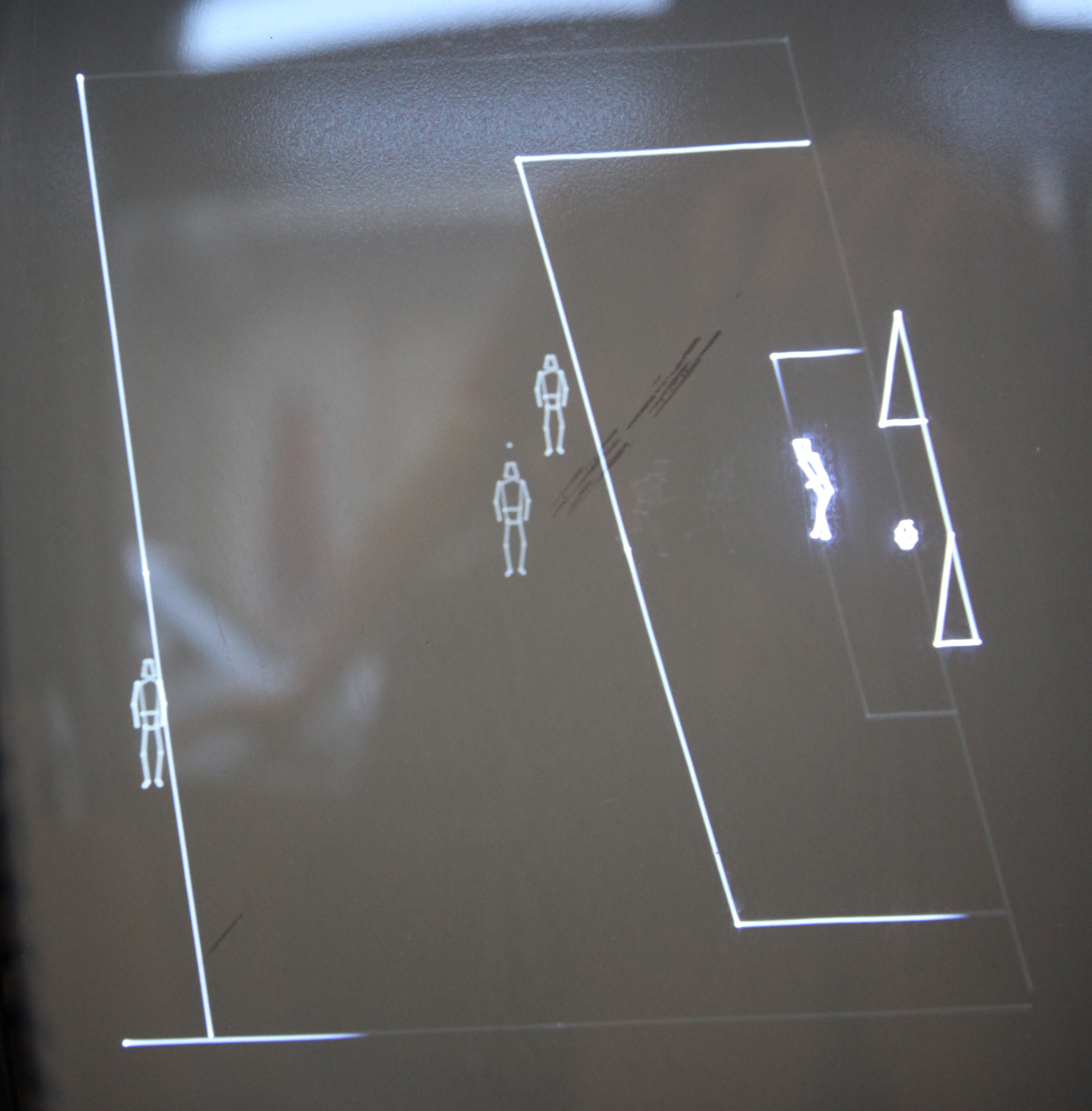
ゲーム機Vectrexの画面

PDPシリーズ - 1959年
ベクタースキャン表示装置が周辺機器として提供されていた。『スペースウォー!』はこのPDPシリーズの始祖であるPDP-1とベクタースキャン表示装置で作られた。
Vectrex （光速船） - 1982年
米GCE社の「Vectrex」を、日本でバンダイが発売した際の名前が「光速船」である。家庭用ゲーム機唯一のベクタースキャン機。

## レーザー方式のベクタースキャン
レーザーを使うベクタースキャンについて。